# Korîtna, Iarmolînți
Korîtna (în ucraineană Коритна) este un sat în comuna Moskalivka din raionul Iarmolînți, regiunea Hmelnîțkîi, Ucraina.

## Demografie
Componența lingvistică a localității Korîtna
     Ucraineană (99,31%)
     Alte limbi (0,69%)
Conform recensământului din 2001, majoritatea populației localității Korîtna era vorbitoare de ucraineană (99,31%), existând în minoritate și vorbitori de alte limbi.